# Grosser Preis des Kantons Aargau 2025
Il Grosser Preis des Kantons Aargau 2025, sessantunesima edizione della corsa e valevole come evento dell'UCI Europe Tour 2025 categoria 1.1, si svolse il 13 giugno 2025 su un percorso di 173,8 km, con partenza e arrivo a Leuggern, in Svizzera. La vittoria fu appannaggio dello statunitense Neilson Powless, il quale completò il percorso in 4h09'17", alla media di 41,832 km/h, precedendo il belga Thibau Nys e lo svizzero Jan Christen.
Sul traguardo di Leuggern 64 ciclisti, dei 155 partiti dalla medesima località, hanno portato a termine la competizione.

## Squadre partecipanti
| N.      | Cod. | Squadra                    |
| ------- | ---- | -------------------------- |
| 1-7     | LOT  | Lotto                      |
| 11-16   | TBV  | Bahrain Victorious         |
| 21-27   | COF  | Cofidis                    |
| 31-37   | EFE  | EF Education-EasyPost      |
| 41-47   | IWA  | Intermarché-Wanty          |
| 51-57   | LTK  | Lidl-Trek                  |
| 61-67   | RBH  | Red Bull-Bora-Hansgrohe    |
| 71-77   | JAY  | Team Jayco AlUla           |
| 81-87   | XAT  | XDS Astana Team            |
| 91-97   | Q36  | Q36.5 Pro Cycling Team     |
| 101-107 | TFT  | Solution Tech Vini Fantini |
| 111-117 | PTV  | Team Polti VisitMalta      |

| N.      | Cod. | Squadra                           |
| ------- | ---- | --------------------------------- |
| 121-127 | TUD  | Tudor Pro Cycling Team            |
| 131-137 | VBF  | VF Group-Bardiani CSF-Faizanè     |
| 141-147 | BUB  | Benotti Berthold                  |
| 151-157 | MGK  | MG.K Vis Costruzioni e Ambiente   |
| 161-167 | MCT  | MyVelo Pro Cycling Team           |
| 171-177 | RRN  | REMBE - rad-net                   |
| 181-187 | RRW  | Run & Race-Wibatech               |
| 191-197 | AUB  | St Michel-Preference Home-Auber93 |
| 201-207 | LKH  | Team Lotto Kern-Haus PSD Bank     |
| 211-217 | VBG  | Team Vorarlberg                   |
| 221-227 | SUI  | Svizzera                          |

## Ordine d'arrivo (Top 10)
| Pos. | Corridore           | Squadra  | Tempo    |
| ---- | ------------------- | -------- | -------- |
| 1    | Neilson Powless     | EF       | 4h09'17" |
| 2    | Thibau Nys          | Lidl     | a 4"     |
| 3    | Jan Christen        | Svizzera | a 7"     |
| 4    | Mauro Schmid        | Jayco    | a 8"     |
| 5    | Clément Champoussin | XDS      | a 10"    |
| 6    | Florian Stork       | Tudor    | a 17"    |
| 7    | Felix Engelhardt    | Jayco    | a 19"    |
| 8    | Diego Ulissi        | XDS      | a 21"    |
| 9    | Vincenzo Albanese   | EF       | s.t.     |
| 10   | Andrea Bagioli      | Lidl     | a 22"    |